# Frank Finkers
Franciscus (Frank) Johannes Maria Finkers ('s-Hertogenbosch, 10 januari 1958) is een dialectoloog, liedtekstschrijver en Neerlandicus. 
Finkers studeerde af aan de KUN in Nederlandse taal- en letterkunde. Sinds 1987 is hij docent Nederlands in het middelbaar onderwijs. Als dialectoloog is Finkers gespecialiseerd in het Brabants- en Bossche dialect. Hij is juryvoorzitter van de schrijfwedstrijd van het Brabants dialectenfestival. Ook bedenkt hij jaarlijks de teksten en oefeningen voor het Grôôt Bosch Dictee, schrijft hij artikelen voor het tijdschrift Bossche Kringen en sinds 2010 verzorgt hij het lessen in het Bossche dialect. Als liedtekstschrijver is Finkers actief door meerdere jeugdmusicals te hebben geschreven in het Bossche dialect voor de Oeteldonksche Club van 1882. Finkers heeft veel Bossche carnavalsmuziek geschreven. Hij staat bekend als activist voor lokaal cultuurbehoud in de regio 's-Hertogenbosch. Zo gaf hij in 2019 tijdens nieuwjaarstoespraak van Burgemeester Jack Mikkers zijn visie op 's-Hertogenbosch.